# Tenet
Tenet es una película británica-estadounidense de thriller, espías y viajes en el tiempo escrita, dirigida y producida por Christopher Nolan. Está protagonizada por John David Washington, Robert Pattinson, Elizabeth Debicki, Dimple Kapadia, Michael Caine y Kenneth Branagh. Narra la historia de un agente de la CIA que busca controlar la flecha del tiempo para prevenir la Tercera Guerra Mundial. El filme se estrenó el 26 de agosto de 2020 en el Reino Unido y más tarde el 3 de septiembre del mismo año en los Estados Unidos bajo la distribución de Warner Bros. Pictures.
La película tuvo una buena recepción por parte de la crítica, quienes elogiaron la dirección, las actuaciones de Washington, Pattinson y Debicki, la banda sonora y la edición. Sin embargo, el guion generó debate entre los expertos, con algunos considerándolo confuso y otros innovador. En el sitio Rotten Tomatoes, Tenet tuvo un índice de aprobación del 70 %, mientras que en Metacritic sumó 69 puntos de 100. Comercialmente, recaudó 362 millones de dólares en taquilla, con lo que fue la cuarta película más taquillera de 2020. Tenet recibió dos nominaciones a los premios Óscar de 2021, de las cuales ganó una por mejores efectos visuales.

## Sinopsis
Armado con una sola palabra, Tenet, y luchando por la supervivencia del planeta, el protagonista viaja a un mundo crepuscular de espionaje internacional en una misión que supera los límites del tiempo real. A lo que se enfrenta no son realmente viajes sino una inversión en el tiempo.

## Argumento
Un agente anónimo de la CIA, conocido como «el Protagonista», participa en una operación SWAT encubierta en un teatro de ópera de Kiev (Ucrania), rescatando a un espía expuesto y capturando un extraño artefacto. Se salva de ser disparado por un soldado enmascarado con una etiqueta roja distintiva en su mochila. El Protagonista es capturado y torturado antes de consumir una píldora de cianuro. Más tarde, se despierta y se entera de que la píldora era falsa, sus colegas están muertos, el artefacto fue capturado y que la misión de Kiev era una prueba.
El jefe del Protagonista lo conduce a una organización llamada «Tenet», que lo lleva a Laura (Clémence Poésy), una científica que estudia objetos como balas, cuya entropía ha sido invertida, por lo que se mueven hacia atrás en el tiempo. Todos esos objetos fueron introducidos en una cápsula del tiempo, que en vez de moverse hacia delante, se movía hacia atrás. El rastreo de las balas conduce al Protagonista hacia Priya Singh (Dimple Kapadia), una traficante de armas de Bombay (India) y miembro de Tenet. Con la ayuda de Neil, un supuesto local, el Protagonista se infiltra en el complejo de Priya y se entera de que las balas son suministradas por el oligarca ruso Andrei Sator (Kenneth Branagh), que se está comunicando con el futuro. El Protagonista se reúne con la esposa de Sator, Katherine Barton (Elizabeth Debicki), y descubre que Sator la está chantajeando con una pintura falsificada que ella le había vendido, para mantenerla alejada de su hijo. Kat añade que la última vez que ella y Sator fueron realmente felices fue en su yate en Vietnam, donde más tarde vio a otra mujer saltar del barco.
Para poder tener la confianza de «Kat», El Protagonista y Neil trabajan con el fijador Mahir (Himesh Patel) para robar la pintura de una instalación de almacenamiento en el aeropuerto de Oslo, estrellándose un avión de carga en el hangar como una distracción. Dentro de la instalación, encuentran una máquina de la que emergen dos hombres enmascarados, uno de los cuales está invertido. Después de desenmascarar al normal, Neil evita que el Protagonista mate al invertido. Priya más tarde explica que la máquina era un «Turnstile», un dispositivo de inversión de tiempo desarrollado en el futuro, y que los dos hombres enmascarados eran la misma persona. El Protagonista le miente a Kat diciéndole que la pintura fue destruida, y ella organiza una reunión con Sator. Sator revela que retiró la pintura del almacén antes del accidente. Durante un viaje en bote, Kat intenta ahogar a Sator, pero el Protagonista lo salva. El Protagonista ofrece robar una caja de plutonio a Sator a cambio de la libertad de Kat. El Protagonista y Neil roban el «plutonio» de un convoy blindado en Tallin (Estonia), pero se dan cuenta de que en realidad es otro artefacto.

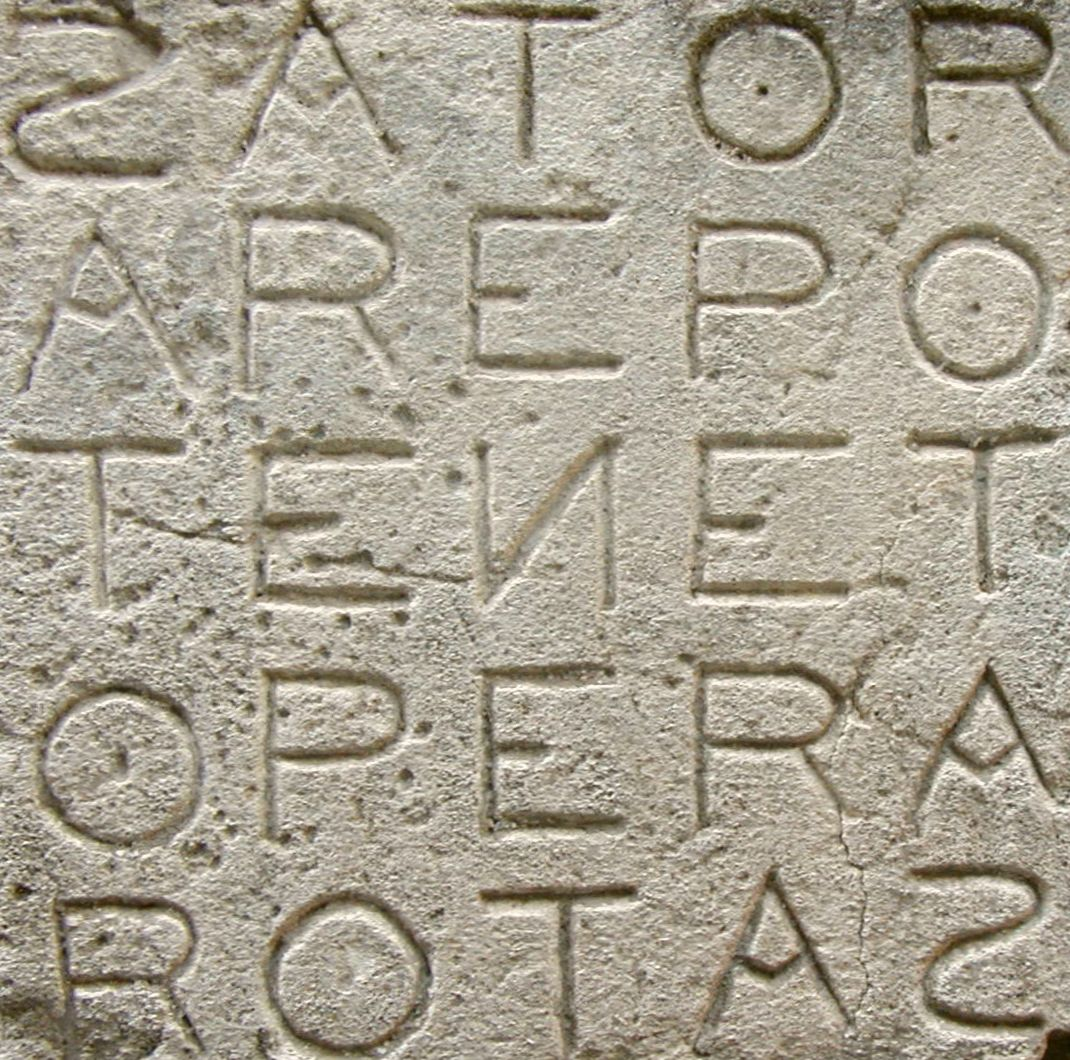
Cuadrado sator, que proporciona el título de la película, la ubicación de la secuencia de apertura (Ópera de Kiev) y nombres de personajes o empresas (A. Sator; Arepo el falsificador de Goya; y Rotas Security en Oslo Freeport).

Un Sator invertido captura al Protagonista y a Kat, la hiere mortalmente con una bala invertida, cuyo daño es peor que una normal y corriente, y obliga al Protagonista a decirle dónde está el otro artefacto. Sator se marcha, dejando a Kat y al Protagonista en las instalaciones, pero un equipo de agentes de Tenet, liderados por Ives (Aaron Taylor-Johnson) y por Neil llegan, liberando tanto a Kat como al Protagonista, pero como no había manera de extraerle la bala a Kat, Neil y el Protagonista se la llevan a través de una Turnstile, viajando de vuelta al accidente del aeropuerto de Oslo, una semana antes para revertir su entropía. Al entrar en el almacén, el Protagonista pelea con su yo del pasado invertido, dándose cuenta de que él era el enmascarado con el que peleó la vez anterior, y después llega al Turnstile para revertirse a sí mismo.
Priya le explica al Protagonista que los artefactos son piezas de un «Algoritmo» desarrollado en el futuro capaz de invertir catastróficamente el mundo entero, y que los futuros humanos están usando a Sator para activarlo con el fin de prevenir los efectos del calentamiento global. Kat le revela al dúo que Andrei está muriendo por cáncer de Páncreas inoperable, deduciendo que al morir activaría el Algoritmo mediante un interruptor de hombre muerto, lo que causaría la destrucción del planeta. Kat cree que Sator ha viajado al día en el que ella y él estaban en su yate en Vietnam. Kat consigue invertirse a sí misma en el tiempo para impedir que Sator se suicide, mientras que Tenet rastrea el algoritmo ensamblado en una ciudad cerrada soviética abandonada. Los agentes Tenet realizan un «movimiento de pinza temporal», donde la mitad de sus tropas avanzan en el tiempo a la zona de explosión, mientras que la otra mitad se mueve hacia atrás. El Protagonista e Ives no pueden alcanzar el Algoritmo por una puerta cerrada, hasta que un cadáver enmascarado invertido con la etiqueta roja familiar en su mochila cobra vida, salva al Protagonista de un disparo y desbloquea la puerta. Kat mata prematuramente a Sator al mismo tiempo que el Protagonista e Ives capturan el Algoritmo. Después, Kat salta desde el barco mientras su yo del pasado la ve hacerlo.
El Protagonista, Neil e Ives rompen los componentes del Algoritmo y separan las piezas. El Protagonista nota una etiqueta roja en la mochila de Neil; Neil revela que una futura versión del Protagonista lo reclutó a Tenet años antes, y esta misión es el fin de una larga amistad que el Protagonista aún no ha experimentado. En Londres, Priya intenta matar a Kat, pero es asesinada por el Protagonista, que es el futuro cerebro detrás de Tenet.

## Reparto
- John David Washington como el Protagonista.
- Robert Pattinson como Neil.
- Elizabeth Debicki como Kat.
- Dimple Kapadia como Priya.
- Martin Donovan como Víctor.
- Fiona Dourif como Wheeler.
- Yuri Kolokolnikov como Volkov.
- Himesh Patel como Mahir.
- Clémence Poésy como Laura.
- Aaron Taylor-Johnson como Ives.
- Michael Caine como Michael Crosby.
- Kenneth Branagh como Andrei Sator.

## Producción

### Desarrollo
El compositor Ludwig Göransson escribió la banda sonora, marcando un alejamiento del colaborador frecuente del director, Hans Zimmer. También es la primera película de Nolan desde Batman Begins (2005) sin el editor Lee Smith, quien fue reemplazado por Jennifer Lame. Nolan viajó a Mumbai en febrero y abril de 2019 para realizar exploraciones en el lugar. La película tuvo un presupuesto asignado de 225 millones de dólares, siendo la producción más costosa dirigida por Nolan.

### Casting
En marzo de 2019, John David Washington, Robert Pattinson y Elizabeth Debicki fueron elegidos como protagonistas. Pattinson dijo que el guion se mantuvo tan reservado que solo lo leyó una vez mientras estaba encerrado en una habitación. Los miembros del reparto adicionales Dimple Kapadia, Aaron Taylor-Johnson, Clémence Poésy, Michael Caine y Kenneth Branagh fueron anunciados cuando comenzó la filmación.

### Rodaje
La fotografía principal comenzó en mayo de 2019 y se llevó a cabo en siete países, incluidos el Reino Unido, Estonia, Italia, Noruega, Estados Unidos, Dinamarca e India. Algunas partes de la película se rodaron en Mumbai en septiembre.
El director de fotografía Hoyte van Hoytema utilizó una combinación de película de 70 mm e IMAX.

### Banda sonora
La banda sonora fue compuesta por Ludwig Göransson, quien reemplazó a Hans Zimmer debido a que este estaba ocupado con la película Dune (2021). Dada la cuarentena por la pandemia de COVID-19, Göransson grabó a todos los músicos desde su casa. La banda sonora incluye el tema «The Plan» de Travis Scott y fue lanzada el 3 de septiembre de 2020 bajo el sello de WaterTower Music.
| Tenet   |                          |          |  |
| N.º     | Título                   | Duración |  |
| 1.      | «Rainy Night in Tallinn» | 8:01     |  |
| 2.      | «Windmills»              | 5:16     |  |
| 3.      | «Meeting Neil»           | 2:16     |  |
| 4.      | «Priya»                  | 3:24     |  |
| 5.      | «Betrayal»               | 3:56     |  |
| 6.      | «Freeport»               | 3:39     |  |
| 7.      | «747»                    | 7:05     |  |
| 8.      | «From Mumbai to Amalfi»  | 4:26     |  |
| 9.      | «Foils»                  | 3:11     |  |
| 10.     | «Sator»                  | 2:51     |  |
| 11.     | «Trucks in Place»        | 5:32     |  |
| 12.     | «Red Room Blue Room»     | 3:29     |  |
| 13.     | «Inversion»              | 3:32     |  |
| 14.     | «Retrieving the Case»    | 3:20     |  |
| 15.     | «The Algorithm»          | 5:58     |  |
| 16.     | «Posterity»              | 12:42    |  |
| 17.     | «The Protagonist»        | 4:48     |  |
| 18.     | «The Plan»               | 3:05     |  |
| 1:26:30 |                          |          |  |

## Estreno
En enero de 2019, Warner Bros. Pictures anunció que la película se estrenaría el 17 de julio de 2020. Sin embargo, a causa de la pandemia de COVID-19 el estreno se aplazó inicialmente al 31 de julio de 2020, para posteriormente fijarlo el 12 de agosto y retrasarlo indefinidamente. Finalmente, la cinta se estrenó de manera escalonada desde el 26 de agosto en España, Australia, Canadá, Francia, Alemania, Italia, Japón, Corea del Sur, Rusia y Reino Unido, y el 3 de septiembre en Estados Unidos.

## Recepción

### Recaudación
Tenet ha recaudado $362 609 000, divididos en $57 909 000 en los Estados Unidos y $304 700 000 en el resto del mundo. El periódico The New York Observer estimó que la película necesitaría recaudar al menos $450 millones para comenzar a generar ganancias. A pesar de que no generó ganancias al estudio, Tenet fue la cuarta película más taquillera del 2020 a nivel mundial y la novena en los Estados Unidos.

### Comentarios de la crítica
Tenet fue bien recibida por parte de la crítica especializada. En el sitio Rotten Tomatoes tuvo un índice de aprobación del 70% sobre la base de 320 reseñas profesionales, con una puntuación promedio de 7 de 10. El consenso del sitio fue: «Un deslumbrante acertijo por descifrar para los amantes del cine, Tenet entrega todo el espectáculo mental que la audiencia podría esperar de una producción de Christopher Nolan». En el sitio Metacritic acumuló 69 puntos de 100 sobre la base de 50 reseñas profesionales, denotando «críticas mayormente favorables».
Peter Bradshaw de The Guardian le otorgó una calificación perfecta de cinco estrellas y escribió: «Tenet es una gigantescamente confusa, gigantescamente entretenida y gigantescamente gigantesca película de suspenso y acción metafísica». Robbie Collin de The Telegraph también le dio una calificación perfecta de cinco estrellas y elogió aspectos como el suspenso, las escenas de acción, las actuaciones de John David Washington y Robert Pattinson, la banda sonora y la edición, y sostuvo que «Tenet es la película perfecta para volver a los cines, porque hay que verla más de una vez». Nicholas Fonseca de Entertainment Weekly comentó que la película es «entretenida», «deslumbrante» e «innovadora», pero cuestionó el mensaje detrás del guion, el cual le resultó «confuso». Richard Roeper de Chicago Sun-Times le dio 3.5 estrellas de 4 y expresó que: «Tenet busca alcanzar la perfección cinemática y, aunque no lo logra por muy poco, es el tipo de filme que nos recuerda la magia de ir al cine. Esta es una experiencia cinemática visualmente alucinante que merece ser vista en la pantalla más grande que encuentres».

## Premios y nominaciones
| Año  | Premiación                                     | Categoría                                     | Nominado(s) | Resultado | Ref.          |
| ---- | ---------------------------------------------- | --------------------------------------------- | --- | --------- | ------------- |
| 2020 | Chicago Film Critics Association               | Mejor Banda Sonora                            | Ludwig Göransson | Nominado  | [ 35 ] [ 36 ] |
| 2020 | Chicago Film Critics Association               | Mejor Uso de Efectos Visuales                 | Andrew Jackson | Nominado  | [ 35 ] [ 36 ] |
| 2020 | Chicago Film Critics Association               | Mejor Edición                                 | Jennifer Lame | Nominado  | [ 35 ] [ 36 ] |
| 2020 | Florida Film Critics Circle                    | Mejor Cinematografía                          | Hoyte van Hoytema | Nominado  | [ 37 ] [ 38 ] |
| 2020 | Florida Film Critics Circle                    | Mejor Banda Sonora                            | Ludwig Göransson | Nominado  | [ 37 ] [ 38 ] |
| 2020 | Florida Film Critics Circle                    | Mejores Efectos Visuales                      | Andrew Jackson | Nominado  | [ 37 ] [ 38 ] |
| 2020 | Indiana Film Journalists Association           | Mejor Banda Sonora                            | Ludwig Göransson | Ganador   | [ 39 ]        |
| 2020 | People's Choice Awards                         | La Película de Acción del 2020                | Tenet | Nominado  | [ 40 ] [ 41 ] |
| 2020 | People's Choice Awards                         | La Estrella de Cine de Acción del 2020        | John David Washington | Nominado  | [ 40 ] [ 41 ] |
| 2020 | Sunset Film Circle                             | Mejor Banda Sonora                            | Ludwig Göransson | Ganador   | [ 42 ]        |
| 2021 | Art Directors Guild Awards                     | Mejor Película de Fantasía                    | Nathan Crowley | Ganador   | [ 43 ]        |
| 2021 | Austin Film Critics Association                | Mejores Dobles                                | Tenet | Nominado  | [ 44 ] [ 45 ] |
| 2021 | Austin Film Critics Association                | Mejor Banda Sonora                            | Ludwig Göransson | Nominado  | [ 44 ] [ 45 ] |
| 2021 | Austin Film Critics Association                | Mejores Efectos Visuales                      | Andrew Jackson | Nominado  | [ 44 ] [ 45 ] |
| 2021 | Austin Film Critics Association                | Mejor Cinematografía                          | Hoyte van Hoytema | Nominado  | [ 44 ] [ 45 ] |
| 2021 | Austin Film Critics Association                | Mejor Edición                                 | Jennifer Lame | Nominado  | [ 44 ] [ 45 ] |
| 2021 | BAFTA Awards                                   | Mejores Efectos Visuales                      | Scott Fisher, Andrew Jackson, Andrew Lockley | Ganador   | [ 46 ]        |
| 2021 | Black Film Critics Circle                      | Mejor Cinematografía                          | Hoyte van Hoytema | Ganador   | [ 47 ]        |
| 2021 | Black Reel Awards                              | Mejor Cinematografía                          | Hoyte van Hoytema | Nominado  | [ 48 ] [ 49 ] |
| 2021 | Black Reel Awards                              | Mejor Diseño de Producción                    | Nathan Crowley | Nominado  | [ 48 ] [ 49 ] |
| 2021 | Capri Hollywood Awards                         | Mejores Efectos Visuales                      | Andrew Jackson | Ganador   | [ 50 ]        |
| 2021 | Chicago Indie Critics Association              | Mejor Cinematografía                          | Hoyte van Hoytema | Nominado  | [ 51 ] [ 52 ] |
| 2021 | Chicago Indie Critics Association              | Mejor Diseño de Producción                    | Nathan Crowley | Nominado  | [ 51 ] [ 52 ] |
| 2021 | Chicago Indie Critics Association              | Mejor Edición                                 | Jennifer Lame | Nominado  | [ 51 ] [ 52 ] |
| 2021 | Chicago Indie Critics Association              | Mejor Banda Sonora                            | Ludwig Göransson | Nominado  | [ 51 ] [ 52 ] |
| 2021 | Chicago Indie Critics Association              | Mejores Efectos Visuales                      | Andrew Jackson | Nominado  | [ 51 ] [ 52 ] |
| 2021 | Columbus Film Critics Association              | Mejor Cinematografía                          | Hoyte Van Hoytema | Nominado  | [ 53 ]        |
| 2021 | Critics' Choice Awards                         | Mejor Diseño de Producción                    | Nathan Crowley | Nominado  | [ 54 ] [ 55 ] |
| 2021 | Critics' Choice Awards                         | Mejor Cinematografía                          | Hoyte Van Hoytema | Nominado  | [ 54 ] [ 55 ] |
| 2021 | Critics' Choice Awards                         | Mejor Edición                                 | Jennifer Lame | Nominado  | [ 54 ] [ 55 ] |
| 2021 | Critics' Choice Awards                         | Mejores Efectos Visuales                      | Andrew Jackson | Ganador   | [ 54 ] [ 55 ] |
| 2021 | Critics' Choice Awards                         | Mejor Banda Sonora                            | Ludwig Göransson | Nominado  | [ 54 ] [ 55 ] |
| 2021 | Critics' Choice Super Awards                   | Mejor Película de Acción                      | Tenet | Nominado  | [ 56 ] [ 57 ] |
| 2021 | Critics' Choice Super Awards                   | Mejor Actor en Película de Acción             | John David Washington | Nominado  | [ 56 ] [ 57 ] |
| 2021 | Denver Film Critics Society                    | Mejor Película de Ciencia Ficción             | Tenet | Nominado  | [ 58 ]        |
| 2021 | Denver Film Critics Society                    | Mejores Efectos Visuales                      | Andrew Jackson | Ganador   | [ 58 ]        |
| 2021 | Denver Film Critics Society                    | Mejor Banda Sonora                            | Ludwig Göransson | Nominado  | [ 58 ]        |
| 2021 | Detroit Film Critics Society                   | Mejor Uso de Música/Sonido                    | Tenet | Nominado  | [ 59 ]        |
| 2021 | Georgia Film Critics Association               | Mejor Cinematografía                          | Hoyte Van Hoytema | Nominado  | [ 60 ]        |
| 2021 | Georgia Film Critics Association               | Mejor Diseño de Producción                    | Nathan Crowley | Nominado  | [ 60 ]        |
| 2021 | Georgia Film Critics Association               | Mejor Banda Sonora                            | Ludwig Göransson | Nominado  | [ 60 ]        |
| 2021 | Golden Globe Awards                            | Mejor Banda Sonora                            | Ludwig Göransson | Nominado  | [ 61 ]        |
| 2021 | Golden Reel Awards                             | Mejores Efectos de Sala                       | Richard King, Michael W. Mitchell, Joseph Fraioli, Mark Larry, Bruce Tanis, Angela Ang, Catherine Harper, John Roesch, Katie Rose, Alyson Dee Moore, Chris Moriana, Shelley Roden, Dan O'Connell, John Cucci | Nominado  | [ 62 ] [ 63 ] |
| 2021 | Golden Reel Awards                             | Mejor Banda Sonora                            | Alex Gibson, Nicholas Fitzgerald | Ganador   | [ 62 ] [ 63 ] |
| 2021 | Hawaii Film Critics Society                    | Mejor Película de Ciencia Ficción             | Tenet | Ganador   | [ 64 ]        |
| 2021 | Hawaii Film Critics Society                    | Mejor Cinematografía                          | Hoyte Van Hoytema | Ganador   | [ 64 ]        |
| 2021 | Hawaii Film Critics Society                    | Mejores Efectos Visuales                      | Andrew Jackson | Ganador   | [ 64 ]        |
| 2021 | Hawaii Film Critics Society                    | Mejor Trabajo de Dobles                       | George Cottle | Ganador   | [ 64 ]        |
| 2021 | Hollywood Critics Association                  | Mejor Película de Acción                      | Tenet | Nominado  | [ 65 ] [ 66 ] |
| 2021 | Hollywood Critics Association                  | Mejor Película Taquillera                     | Tenet | Nominado  | [ 65 ] [ 66 ] |
| 2021 | Hollywood Critics Association                  | Mejores Dobles                                | Tenet | Nominado  | [ 65 ] [ 66 ] |
| 2021 | Hollywood Critics Association                  | Mejor Cinematografía                          | Hoyte Van Hoytema | Nominado  | [ 65 ] [ 66 ] |
| 2021 | Hollywood Critics Association                  | Mejores Efectos Visuales                      | Andrew Jackson | Nominado  | [ 65 ] [ 66 ] |
| 2021 | Hollywood Music in Media Awards                | Mejor Banda Sonora (Ciencia Ficción/Fantasía) | Ludwig Görannson | Ganador   | [ 67 ] [ 68 ] |
| 2021 | Hollywood Music in Media Awards                | Mejor Canción Original — Película             | «The Plan» | Nominado  | [ 67 ] [ 68 ] |
| 2021 | Houston Film Critics Society                   | Mejor Cinematografía                          | Hoyte van Hoytema | Nominado  | [ 69 ] [ 70 ] |
| 2021 | Houston Film Critics Society                   | Mejor Banda Sonora                            | Ludwig Göransson | Nominado  | [ 69 ] [ 70 ] |
| 2021 | Houston Film Critics Society                   | Mejores Efectos Visuales                      | Andrew Jackson | Ganador   | [ 69 ] [ 70 ] |
| 2021 | Houston Film Critics Society                   | Mejor Equipo de Coordinación de Dobles        | George Cottle | Ganador   | [ 69 ] [ 70 ] |
| 2021 | International Film Music Critics Association   | Mejor Banda Sonora en Película de Acción      | Ludwig Göransson | Nominado  | [ 71 ]        |
| 2021 | Latino Entertainment Journalists Association   | Mejor Banda Sonora                            | Ludwig Göransson | Nominado  | [ 72 ] [ 73 ] |
| 2021 | Latino Entertainment Journalists Association   | Mejores Efectos Visuales                      | Andrew Jackson | Nominado  | [ 72 ] [ 73 ] |
| 2021 | Latino Entertainment Journalists Association   | Mejor Sonido                                  | Willie D. Burton | Nominado  | [ 72 ] [ 73 ] |
| 2021 | Latino Entertainment Journalists Association   | Mejores Dobles                                | Tenet | Ganador   | [ 72 ] [ 73 ] |
| 2021 | London Film Critics Circle                     | Logro Técnico (edición)                       | Jennifer Lame | Nominado  | [ 74 ]        |
| 2021 | Music City Film Critics Association            | Mejor Canción                                 | «The Plan» | Nominado  | [ 75 ] [ 76 ] |
| 2021 | Music City Film Critics Association            | Mejor Banda Sonora                            | Ludwig Göransson | Ganador   | [ 75 ] [ 76 ] |
| 2021 | Music City Film Critics Association            | Mejor Cinematografía                          | Hoyte van Hoytema | Nominado  | [ 75 ] [ 76 ] |
| 2021 | Music City Film Critics Association            | Mejor Edición                                 | Jennifer Lame | Nominado  | [ 75 ] [ 76 ] |
| 2021 | Nevada Film Critics Society                    | Mejor Cinematografía                          | Hoyte van Hoytema | Ganador   | [ 77 ]        |
| 2021 | Nevada Film Critics Society                    | Mejores Efectos Visuales                      | Andrew Jackson | Ganador   | [ 77 ]        |
| 2021 | North Carolina Film Critics Association        | Mejor Cinematografía                          | Hoyte Van Hoytema | Nominado  | [ 78 ]        |
| 2021 | North Carolina Film Critics Association        | Mejor Música                                  | Ludwig Göransson | Nominado  | [ 78 ]        |
| 2021 | North Carolina Film Critics Association        | Mejores Efectos Visuales                      | Andrew Jackson | Ganador   | [ 78 ]        |
| 2021 | North Dakota Film Society                      | Mejor Cinematografía                          | Hoyte Van Hoytema | Nominado  | [ 79 ] [ 80 ] |
| 2021 | North Dakota Film Society                      | Mejor Banda Sonora                            | Ludwig Göransson | Nominado  | [ 79 ] [ 80 ] |
| 2021 | North Dakota Film Society                      | Mejor Edición                                 | Jennifer Lame | Nominado  | [ 79 ] [ 80 ] |
| 2021 | North Texas Film Critics Association           | Mejor Cinematografía                          | Hoyte Van Hoytema | Ganador   | [ 81 ]        |
| 2021 | Oklahoma Film Critics Association              | Película más Decepcionante                    | Tenet | Ganador   | [ 82 ]        |
| 2021 | Online Film Critics Society                    | Mejor Edición                                 | Jennifer Lame | Nominado  | [ 83 ] [ 84 ] |
| 2021 | Online Film Critics Society                    | Mejor Cinematografía                          | Hoyte Van Hoytema | Nominado  | [ 83 ] [ 84 ] |
| 2021 | Online Film Critics Society                    | Mejor Banda Sonora                            | Ludwig Göransson | Nominado  | [ 83 ] [ 84 ] |
| 2021 | Online Film Critics Society                    | Mejores Efectos Visuales                      | Andrew Jackson | Ganador   | [ 83 ] [ 84 ] |
| 2021 | Phoenix Critics Circle                         | Mejor Película de Ciencia Ficción             | Tenet | Nominado  | [ 85 ] [ 86 ] |
| 2021 | Phoenix Critics Circle                         | Mejor Cinematografía                          | Hoyte Van Hoytema | Nominado  | [ 85 ] [ 86 ] |
| 2021 | Phoenix Critics Circle                         | Mejor Banda Sonora                            | Ludwig Göransson | Nominado  | [ 85 ] [ 86 ] |
| 2021 | Phoenix Film Critics Society                   | Mejores Efectos Visuales                      | Andrew Jackson | Ganador   | [ 87 ]        |
| 2021 | Premios Óscar                                  | Mejores Efectos Visuales                      | Andrew Jackson, Andrew Lockley, Scott R. Fisher, Mike Chambers | Ganador   | [ 6 ] [ 88 ]  |
| 2021 | Premios Óscar                                  | Mejor Diseño de Producción                    | Nathan Crowley, Kathy Lucas | Nominado  | [ 6 ] [ 88 ]  |
| 2021 | San Diego Film Critics Society                 | Mejor Edición                                 | Jennifer Lame | Nominado  | [ 89 ] [ 90 ] |
| 2021 | San Diego Film Critics Society                 | Mejor Cinematografía                          | Hoyte Van Hoytema | Nominado  | [ 89 ] [ 90 ] |
| 2021 | San Diego Film Critics Society                 | Mejor Diseño de Producción                    | Nathan Crowley | Nominado  | [ 89 ] [ 90 ] |
| 2021 | San Diego Film Critics Society                 | Mejores Efectos Visuales                      | Andrew Jackson | Ganador   | [ 89 ] [ 90 ] |
| 2021 | San Francisco Bay Area Film Critics Circle     | Mejor Cinematografía                          | Hoyte Van Hoytema | Nominado  | [ 91 ]        |
| 2021 | San Francisco Bay Area Film Critics Circle     | Mejor Diseño de Producción                    | Nathan Crowley | Nominado  | [ 91 ]        |
| 2021 | San Francisco Bay Area Film Critics Circle     | Mejor Edición                                 | Jennifer Lame | Nominado  | [ 91 ]        |
| 2021 | Satellite Awards                               | Mejor Película — Drama                        | Tenet | Nominado  | [ 92 ]        |
| 2021 | Satellite Awards                               | Mejor Banda Sonora                            | Ludwig Göransson | Nominado  | [ 92 ]        |
| 2021 | Satellite Awards                               | Mejor Cinematografía                          | Hoyte Van Hoytema | Nominado  | [ 92 ]        |
| 2021 | Satellite Awards                               | Mejor Sonido                                  | Willie D. Burton | Nominado  | [ 92 ]        |
| 2021 | Satellite Awards                               | Mejores Efectos Visuales                      | Andrew Jackson | Ganador   | [ 92 ]        |
| 2021 | Saturn Awards                                  | Mejor Película de Ciencia Ficción             | Tenet | Nominado  | [ 93 ] [ 94 ] |
| 2021 | Saturn Awards                                  | Mejor Director                                | Christopher Nolan | Nominado  | [ 93 ] [ 94 ] |
| 2021 | Saturn Awards                                  | Mejor Guion                                   | Christopher Nolan | Nominado  | [ 93 ] [ 94 ] |
| 2021 | Saturn Awards                                  | Mejor Actor                                   | John David Washington | Ganador   | [ 93 ] [ 94 ] |
| 2021 | Saturn Awards                                  | Mejor Actor de Reparto                        | Robert Pattinson | Nominado  | [ 93 ] [ 94 ] |
| 2021 | Saturn Awards                                  | Mejor Edición                                 | Jennifer Lame | Nominado  | [ 93 ] [ 94 ] |
| 2021 | Saturn Awards                                  | Mejor Diseño de Producción                    | Nathan Crowley | Nominado  | [ 93 ] [ 94 ] |
| 2021 | Saturn Awards                                  | Mejor Música                                  | Ludwig Göransson | Nominado  | [ 93 ] [ 94 ] |
| 2021 | Saturn Awards                                  | Mejores Efectos Visuales                      | Andrew Jackson | Nominado  | [ 93 ] [ 94 ] |
| 2021 | Seattle Film Critics Society                   | Mejor Coreografía de Acción                   | George Cottle | Ganador   | [ 95 ] [ 96 ] |
| 2021 | Seattle Film Critics Society                   | Mejor Edición                                 | Jennifer Lame | Nominado  | [ 95 ] [ 96 ] |
| 2021 | Seattle Film Critics Society                   | Mejor Banda Sonora                            | Ludwig Göransson | Nominado  | [ 95 ] [ 96 ] |
| 2021 | Seattle Film Critics Society                   | Mejor Diseño de Producción                    | Nathan Crowley | Nominado  | [ 95 ] [ 96 ] |
| 2021 | Seattle Film Critics Society                   | Mejores Efectos Visuales                      | Andrew Jackson | Nominado  | [ 95 ] [ 96 ] |
| 2021 | Society of Composers & Lyricists               | Mejor Banda Sonora                            | Ludwig Göransson | Nominado  | [ 97 ]        |
| 2021 | St. Louis Film Critics Association             | Mejor Película de Acción                      | Tenet | Ganador   | [ 98 ]        |
| 2021 | St. Louis Film Critics Association             | Mejores Efectos Visuales                      | Andrew Jackson | Ganador   | [ 98 ]        |
| 2021 | St. Louis Film Critics Association             | Mejor Banda Sonora                            | Ludwig Göransson | Nominado  | [ 98 ]        |
| 2021 | Utah Film Critics Association                  | Mejor Banda Sonora                            | Ludwig Göransson | Nominado  | [ 99 ]        |
| 2021 | Utah Film Critics Association                  | Mejor Edición                                 | Jennifer Lame | Nominado  | [ 99 ]        |
| 2021 | Visual Effects Society                         | Mejores Efectos Visuales                      | Andrew Jackson | Nominado  | [ 100 ]       |
| 2021 | Washington D. C. Area Film Critics Association | Mejor Diseño de Producción                    | Nathan Crowley | Nominado  | [ 101 ]       |
| 2021 | Washington D. C. Area Film Critics Association | Mejor Cinematografía                          | Hoyte van Hoytema | Nominado  | [ 101 ]       |
| 2021 | Washington D. C. Area Film Critics Association | Mejor Edición                                 | Jennifer Lame | Ganador   | [ 101 ]       |
| 2021 | Washington D. C. Area Film Critics Association | Mejor Banda Sonora                            | Ludwig Göransson | Nominado  | [ 101 ]       |